# Brunhilde
El virus Brunhilde es la cepa más común del poliovirus. El poliovirus pertenece al género de los Enterovirus, que se incluye a su vez en la familia Picornaviridae. Se trata de un virus pequeño que tiene al ARN como material genético; estable en un pH ácido (3 - 5). La poliomielitis, una enfermedad que afecta al sistema nervioso (sobre todo en niños entre los 5 y 10 años), es causada por el poliovirus.
Esta cepa, también conocida como P1 (virus Brunhilde), fue aislada en una hembra chimpancé. Crece en ambos tejidos, humano y de mono. Aparte de constituir el serotipo más común, es también el más severo.
El virus entra por la boca y se multiplica en el tracto gastrointestinal. Del estómago pasa al intestino, de donde es secretado por el cuerpo en forma de heces fecales. El contacto con estas heces (por ejemplo, de un padre cambiándole el pañal a su hijo), es muchas veces la causa de más infecciones.
La producción de anticuerpos se estimula cuando el virus pasa al sistema linfático. Con el tiempo, será destruido por estos anticuerpos. Sin embargo, un individuo puede desarrollar inmunidad en contra de una de las cepas del poliovirus pero esto no representa protección contras las otras dos, conocidas como Lansing (P2) y León (P3).